# Le Pouce

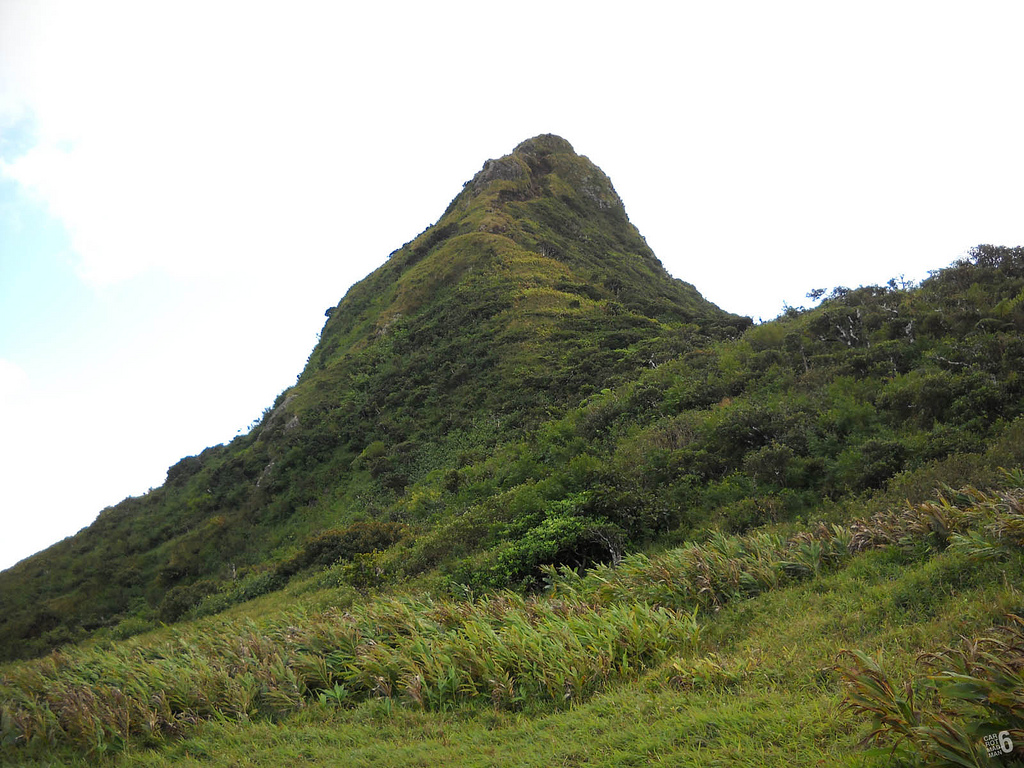

Le Pouce é a terceira montanha mais alta da Maurícia, com 812 metros de altitude. Apenas o Piton de la Petite Rivière Noire (828 m) e o Pieter Both (820 m) são mais altas. 
Recebeu o nome Le Pouce por causa do seu pico em forma de polegar (em francês Le Pouce significa "O Polegar"). Pode ser visto a partir da capital do país, Port Louis, e é um caminhada popular para a vista da cidade. A montanha está na cadeia de montanhas Moka e está próximo da aldeia de La Laura-Malenga no distrito de Moka. Charles Darwin subiu a montanha em 2 de maio de 1836.